# Боск Рену
Боск Рену (фр. Bosc-Renoult) насеље је и општина у северној Француској у региону Доња Нормандија, у департману Орн која припада префектури Аржантан.
По подацима из 2011. године у општини је живело 235 становника, а густина насељености је износила 18,5 становника/km². Општина се простире на површини од 12,7 km². Налази се на средњој надморској висини од 103 метара (максималној 242 m, а минималној 165 m).

## Демографија
| 1962. | 1968. | 1975. | 1982. | 1990. | 1999. | 2011. |
| ----- | ----- | ----- | ----- | ----- | ----- | ----- |
| 221   | 276   | 243   | 222   | 212   | 233   | 235   |

График промене броја становника у току последњих година